# Xã Rockford, Quận Sedgwick, Kansas
Xã Rockford (tiếng Anh: Rockford Township) là một xã thuộc quận Sedgwick, tiểu bang Kansas, Hoa Kỳ. Năm 2010, dân số của xã này là 22.784 người.